# Julienne Lusenge
Julienne Lusenge és una activista pels drets humans congolesa, reconeguda per defensar les supervivents de les violacions de guerra. És cofundadora i presidenta de Female Solidarity for Integrated Peace and Development (SOFEPADI) i directora del Congolese Women's Fund (FFC). El 2020, va rebre el premi ICIP Contructors de Pau.

## Trajectòria
Julienne Lusenge treballava com a periodista a l'est de la República Democràtica del Congo (RDC) el 1998 quan va esclatar la segona guerra del Congo. Llavors va endegar una emissora de ràdio comunitària responsable de comunicar informació sobre salut i drets humans als vilatans de zones remotes. Lusenge va viatjar per l'est de la RDC entrevistant dones sobre les seves vides i compartint llurs històries als seus programes de ràdio. Més endavant, les dones van començar a descriure episodis de violències sexuals horribles que havien observat o que havien patit. Lusenge va començar a documentar els abusos sexuals i a condemnar públicament els actes de violència contra les dones.
Indignada per la violència sexual contra les dones al seu país, Lusenge i 22 companyes activistes van fundar SOFEPADI el 2000. El grup es va crear per a cridar l'atenció de les organitzacions internacionals que treballen a la regió, incloses les Nacions Unides. El seu pla també era ajudar les supervivents a recuperar-se del trauma i acompanyant-les en els processos judicials contra els autors de les agressions sexuals. El 2007, Lusenge va crear una segona organització sense ànim de lucre, FFC, que treballa per a donar suport als col·lectius femenins de drets humans i ajudar-los a obtenir finançament de donants internacionals. Lusenge també forma part del comitè assessor de la Campanya internacional per aturar la violació i la violència de gènere en zones de conflicte i és vicepresidenta de la Lliga Internacional de Dones per la Pau i la Llibertat (WILPF).
El 2020, l'Organització Mundial de la Salut va nomenar Lusenge com a copresidenta, juntament amb la nigeriana Aïchatou Mindaoudou, d'una comissió independent de set persones per a investigar les reclamacions d'explotació i abús sexual per part dels treballadors humanitaris durant l'epidèmia d'Ebola de 2018 a la província de Kivu.